# 乌介可汗
乌介可汗（？—846年），𨁂跌氏，原为乌希特勤，是回鹘汗国的第十四任可汗。昭礼可汗的弟弟，彰信可汗的叔叔。
840年，回鹘㕎馺可汗被所属部黠戛斯击败，可汗和掘罗勿被杀，回鹘汗国崩溃四散。留在漠北的可汗牙部十三姓部落立昭禮可汗的弟弟乌希特勤为乌介可汗，南保错子山。听说黠戛斯获太和公主想要奉归唐朝，引兵击杀护送使达干，劫公主为质。乌介可汗率部南迁渡过大漠，至唐朝的天德军（今内蒙古五原）、振武军（今内蒙古托克托）北，借太和公主之命请册封，遣使求借振武一城以安置公主、可汗，未获唐朝应允。于是常常掠夺唐朝边境。843年，唐武宗和宰相李德裕派天德军使石雄击败回鹘，迎回太和公主。河东节度使刘沔在杀胡山将其击溃，乌介可汗北逃，依附黑车子室韦，率残部逃至金山。846年，為宰相逸隐啜所殺。 
| 前任： 㕎馺可汗 | 回鹘可汗 841年－846年 | 繼任： 遏捻可汗 |